# Curubis annulata
Curubis annulata är en spindelart som beskrevs av Simon 1902. Curubis annulata ingår i släktet Curubis och familjen hoppspindlar. Inga underarter finns listade i Catalogue of Life.